# D'espairsRay

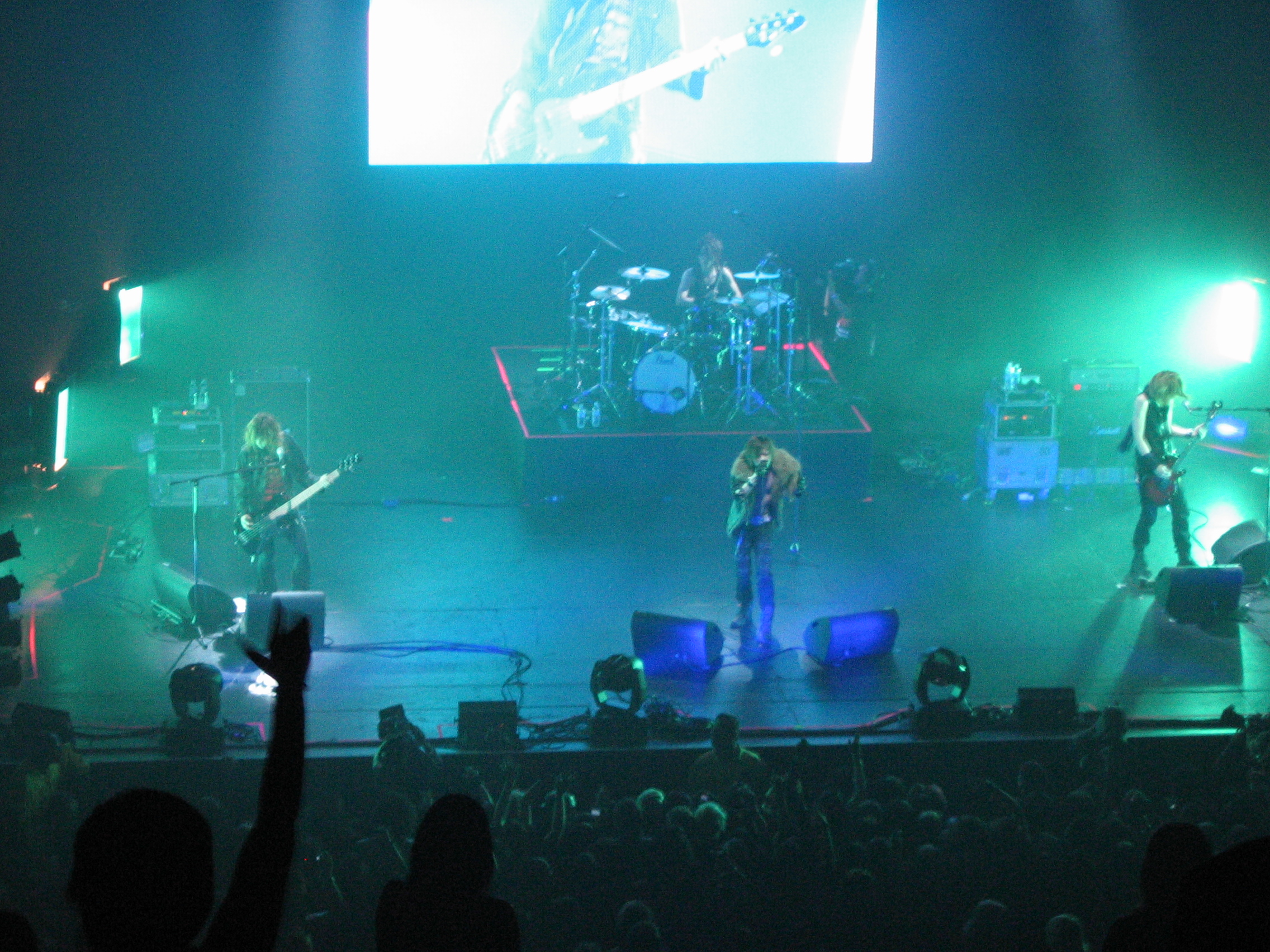

D'espairsRay는 1999년부터 2011년까지 활동한 일본의 비주얼계 록 밴드이다. 히즈미가 보컬을, 카류가 기타를, 제로가 베이스를, 타즈카사가 드럼을 맡았다. 이 그룹은 정식 음반 4장, EP 음반 3장, 13개의 싱글을 발매했다. 일본 외 지역에서 D'espairsRay는 유럽과 북아메리카를 투어했으며 해당 지역들에서도 음반 발매를 했다.
2006년 수천 명의 사람들 앞에 바켄 오픈 에어 축제에서 공연했다. 또, 2번째 음반 Mirror가 2007년 4월 11일 발매되었다.

## 디스코그래피

### 스튜디오 음반
- 2005년: Coll:set
- 2007년: Mirror (D'espairsRay의 음반)
- 2009년: Redeemer (D'espairsRay의 음반)
- 2010년: Monsters (D'espairsRay의 음반)